# Panicum repens
Espèce
Statut de conservation UICN

 LC  : Préoccupation mineure
Panicum repens, le panic rampant ou millet rampant, est une espèce de plantes monocotylédones de la famille des Poaceae (graminées), sous-famille des Panicoideae, originaire des régions tropicales et subtropicales de l'Ancien Monde.
Ce sont des plantes herbacées vivaces, aux rhizomes allongés, aux tiges (chaumes) dressées ou géniculées ascendantes, longues de 30 à 100 cm. Ces plantes qui poussent dans les zones humides, au bord des cours d'eau, se sont répandues dans toutes les régions tropicales et subtropicales du Monde.
Ce sont des adventices envahissantes, difficiles à éradiquer dès lors qu'elles se sont établies.

## Description

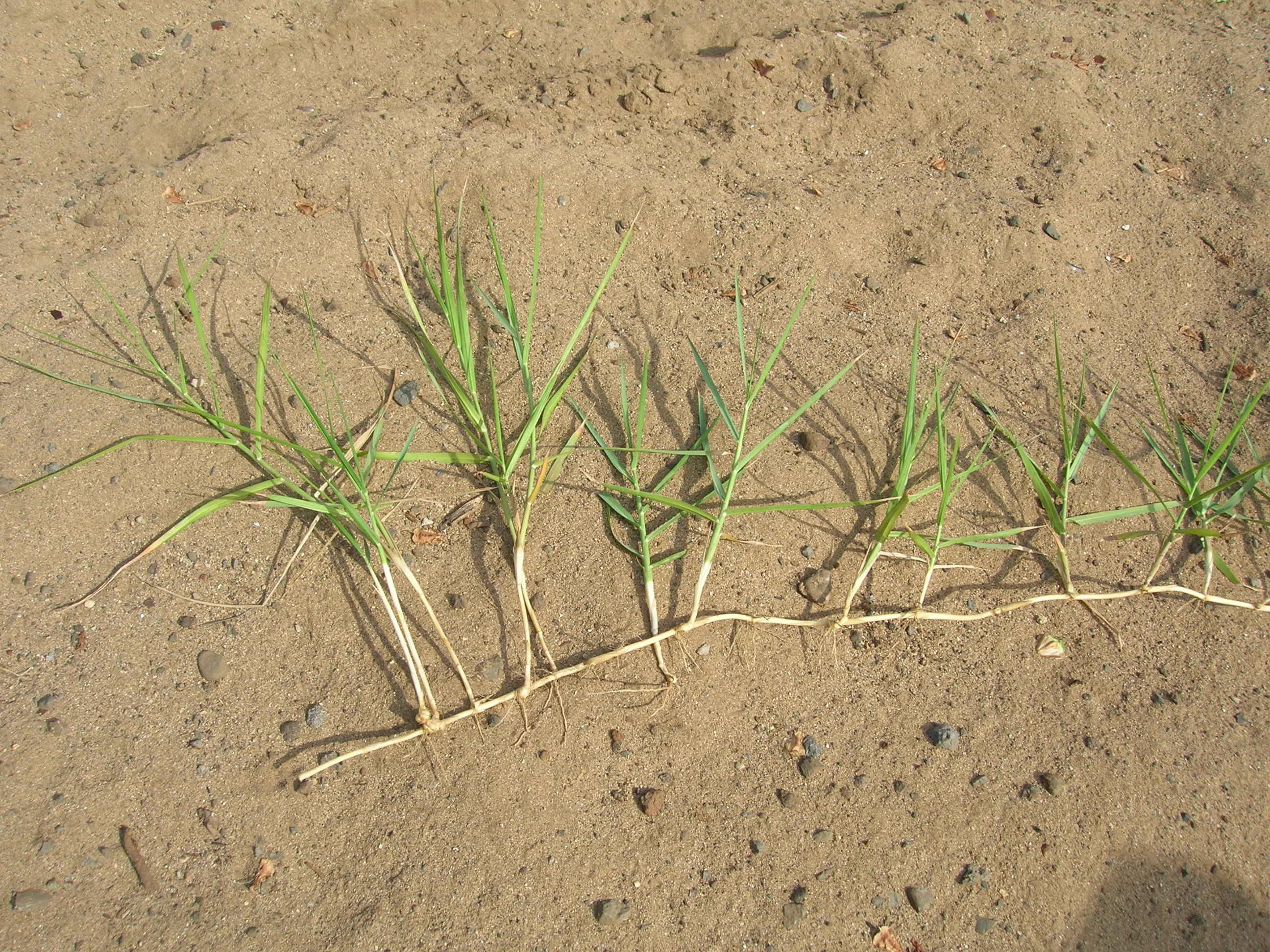
Rhizome.

Panicum repens est une plante herbacée vivace aux rhizomes allongés, parfois stolonifère. Les chaumes dressés ou géniculés ascendants peuvent atteindre 30 cm à 1 m de long.
Les feuilles alternes, distiques, présente une ligule constituée d'une membrane ciliée, un limbe coriace, raide, glauque, plat ou enroulé de 7 à 25 cm de long sur 2 à 8 mm de large.
L'inflorescence est une panicule oblongue, ouverte, lâche, de 5 à 20 cm de long.
Les épillets solitaires, pédicellés, se composent de deux fleurons, un fleuron basal stérile et un fleuron fertile, sans extension du rachillet.
Les épillets sont ovales, comprimés dorsalement et mesurent 2,5 à 3 mm de long. Ils se détachent entier à maturité. Ils sont sous-tendus par deux glumes dissemblables, la glume supérieure de longueur égale à celle de l'épillet, la glume inférieure nettement plus courte.

## Distribution
L'aire de répartition originelle de Panicum repens s'étend dans l'Ancien Monde, mais son extension précise est incertaine. 
Elle engloberait une grande partie de l'Afrique ainsi que la Macaronésie (Madère, Canaries), l'Asie tempérée (de la péninsule arabique  et du Proche-Orient à la Chine et à l'Extrême-Orient), et l'Asie tropicale (du sous-continent indien à l'Indonésie et aux Philippines), ainsi que l'Europe méridionale, de la Grèce au Portugal. 
L'espèce est naturalisée notamment aux Açores, aux Seychelles, en Australie, en Amérique du Nord (Mexique, sud des États-Unis), en Amérique centrale (Belize, Antilles), et Amérique du Sud (Brésil, Argentine), et dans les îles du Pacifique. 
Aux États-Unis, Panicum repens s'est naturalisée en Californie, à Hawaï, et dans le sud-est du pays du Texas à la Floride et à la Caroline du Nord.

## Taxinomie

### Synonyme
Selon Catalogue of Life (25 juillet 2017)
- Panicum arenarium Brot.
- Panicum chromatostigma Pilg.
- Panicum convolutum P.Beauv. ex Spreng.
- Panicum grossarium Forssk., nom. illeg.
- Panicum ischaemoides Retz.
- Panicum kiensieleense Vanderyst, nom. provis.
- Panicum kinshasaense Vanderyst, nom. provis.
- Panicum leiogonum Delile
- Panicum littorale C.Mohr ex Vasey
- Panicum nyanzense K.Schum.
- Panicum pauciflorum Bory ex Nees
- Panicum polyphyllum Peter, nom. nud.
- Panicum polystachion Ucria, nom. illeg.
- Panicum repens var. ischaemoides (Retz.) Boerl.
- Panicum tuberosum Llanos

### Liste des variétés
Selon Tropicos (25 juillet 2017) (Attention liste brute contenant possiblement des synonymes) :
- variété Panicum repens var. arenarium (Brot.) Kuntze
- variété Panicum repens var. confertum Vasey
- variété Panicum repens var. crassicaule Kuntze
- variété Panicum repens var. elatum Lojac.
- variété Panicum repens var. glabrescens Batt. & Trab.
- variété Panicum repens var. ischaemoides (Retz.) Boerl.
- variété Panicum repens var. leiogonum Delile ex Schweinf.
- variété Panicum repens var. paludosum (Roxb.) Kuntze
- variété Panicum repens var. repens

## Importance économique

### Plante fourragère
Panicum repens est une graminée fourragère appréciée dans un certain nombre de pays tropicaux asiatiques, qui permet de nourrir le bétail dans les régions rizicoles, en particulier les animaux de trait. La plante est également récoltée à la main sur les bords des routes et des  rizières pour nourrir les bovins laitiers. En Irak, c'est une plante de pâturage importante pour les buffles des marais.

### Lutte contre l'érosion
L'utilisation de cette graminée est recommandée aux États-Unis pour stabiliser les rives de cours d'eau.
C'est une plante qui peut être utilisée dans des zones qui subissent des périodes d'inondation et de sécheresse.